# روغن‌ماهی گرینلند
روغن‌ماهی گرینلند (نام علمی: Gadus ogac) نام یک گونه از تیره روغن‌ماهیان است.